# 马蹄黄属
马蹄黄属（Spenceria Trim.）為植物界之一植物屬。該植物於植物分類表上，歸於被子植物門（Angiospermae）薔薇亞綱（Rosidae）薔薇亞科（Rosoideae），同科者尚有棣棠花屬（Kerria DC.）、懸鉤子屬（Rubus L.）等等。